# Pietro Marini
Pietro Marini (Roma, 5 de outubro de 1794 - Roma, 19 de agosto de 1863) foi um cardeal italiano do século XIX.

## Biografia
Nasceu em Roma em 5 de outubro de 1794. Filho do arquiteto napolitano Francesco Saverio Marini (+ 1817) e Irene De Dominicis. Batizado na basílica patriarcal do Vaticano em 1794; seu padrinho foi o cardeal Gregorio Barnaba Chiaramonti, OSBCas., futuro Papa Pio VII. Antepassado do Cardeal Niccolò Marini (1916).
Estudou letras e filosofia no Seminario Romano , de 1804 a 1810; depois, na Universidade La Sapienza, em Roma, obtendo o doutorado ad honorem in utroque iure, tanto em direito canônico quanto em direito civil, em 24 de julho de 1816. Obteve também o título de advogado na Cúria Romana.
Assessor civil da província da Romagna, 1817-1820, pela amizade de sua família com o cardeal Alessandro Malvasia, legado naquela província. Lá ele fundou a Malvasian Accademia, que presidiu em 1809. Nomeado patrício de Ravena pela cidade, 1820. Recebeu a tonsura eclesiástica em 1821. Referendário dos Tribunais da Assinatura Apostólica de Justiça e da Graça, 9 de setembro de 1821. Prelado doméstico de Sua Santidade. Relator da SC do Bom Governo, março de 1822. Membro da Congregação da Fábrica da Basílica de São Pedro. Auditor do camerlengo, Cardeal Bartolomeo Pacca, 1823-1824. Membro honorário da Academia literária de S. Luca, 1824. Eleitor do Tribunal da Assinatura Apostólica de Justiça, 1824-1825. Auditor da Câmara Apostólica. Auditor da Sagrada Rota Romana, 8 de outubro de 1826.
Ordenado em 27 de maio de 1844. Governador de Roma, vice-camerlengo da Santa Igreja Romana e diretor geral da polícia, de 22 de abril de 1845 até 21 de dezembro de 1846.
Criado cardeal diácono no consistório de 21 de dezembro de 1846; recebeu o chapéu vermelho em 23 de dezembro de 1846; e a diaconia de S. Nicola em Carcere, 12 de abril de 1847. Seu lema cardinalício era Ne quid nimis. Legado apostólico na província de Forlì, 29 de outubro de 1847. Prefeito da economia da SC de Propaganda Fide e presidente da Camera degli Spoglie, 18 de março de 1852. Protetor da cidade de Urbino, 5 de junho de 1852. Protetor de a cidade de Forlimpopoli, 9 de junho de 1856. Prefeito do Tribunal da Assinatura de Justiça, 3 de fevereiro de 1858. Protetor da cidade de Fabriano, 4 de dezembro de 1858. Membro honorário da Accademia di Archeologia . Ele residia no Collegio S. Carlo ai Catinari .
Morreu em Roma em 19 de agosto de 1863. Exposto na igreja de S. Carlo ai Catinari, o funeral realizou-se a 24 de agosto de 1863, com a participação do Papa Pio IX. Enterrado em sua diaconia, S. Nicola em Carcere.